# Ernst Wilms

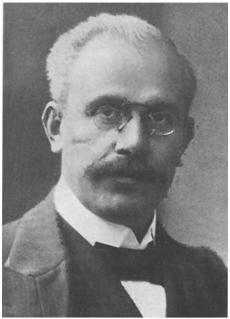
Georg Ernst Wilms-Posen

Georg Ernst Wilms-Posen (* 4. August 1866 in Hannover; † 2. Januar 1938 in Düsseldorf) war ein deutscher Anwalt und Politiker.

## Leben
Wilms amtierte von 1903 bis 1918 als Oberbürgermeister von Posen und arbeitete anschließend als Rechtsanwalt am Oberlandesgericht Düsseldorf. 1919 war er in der wirtschaftspolitischen Abteilung der Deutschen Waffenstillstandskommission (WaKo) beschäftigt.
Während seiner Zeit als Oberbürgermeister von Posen war der Geheime Regierungsrat Dr. jur. Wilms zudem Mitglied des Preußischen Herrenhauses.
Er war Mitglied der Studentenverbindungen Turnerschaft Germania Bonn und  Turnerschaft Munichia München (heute in Bayreuth).